# José Manuel Suárez (político)
José Manuel Suárez Maldonado (La Guaira, Venezuela; 17 de junio de 1966) es un político y militar venezolano, actual alcalde del municipio Vargas. Fue el gobernador encargado del estado Vargas, desde el 22 de mayo de 2021 tras asumir en su condición de secretario de gobierno luego de la muerte del titular Jorge García Carneiro hasta que asumió la alcaldía en diciembre de 2021.

## Perfil
Suárez fue ascendido a coronel del Ejército Bolivariano en julio de 2010. Ha estado ocupando paralelamente los cargos de secretario de gobierno y presidente del Instituto Autónomo de Infraestructura de La Guaira. En este último cargo se han encontrado irregularidades en el manejo de recursos del sistema de salud, incluyendo atrasos en pagos salariales. Además, durante su gestión, se ha reportado el abandono hacia el sector de transporte, con más del 60% de la flota paralizada, acarreando diversas críticas de parte de uniones de trabajadores.
Identificado como persona de confianza del fallecido gobernador Jorge García Carneiro, Suárez asumió como gobernador encargado del estado tras la muerte de éste, como indica la constitución del estado, el 22 de mayo de 2021. Suárez ocupará el cargo hasta que tome posesión el gobernador elegido en las elecciones regionales de noviembre de 2021. La ceremonia oficial de juramentación tuvo lugar el 27 de mayo de 2021 en la Plaza Bolívar-Chávez de La Guaira.